# Byttneria fluvialis
Byttneria fluvialis är en malvaväxtart som beskrevs av Paul Arnold Fryxell och M.A.Guadarrama Olivera. Byttneria fluvialis ingår i släktet Byttneria och familjen malvaväxter. Inga underarter finns listade i Catalogue of Life.